# Autoritat Francesa de Supervisió Prudencial i de Resolució

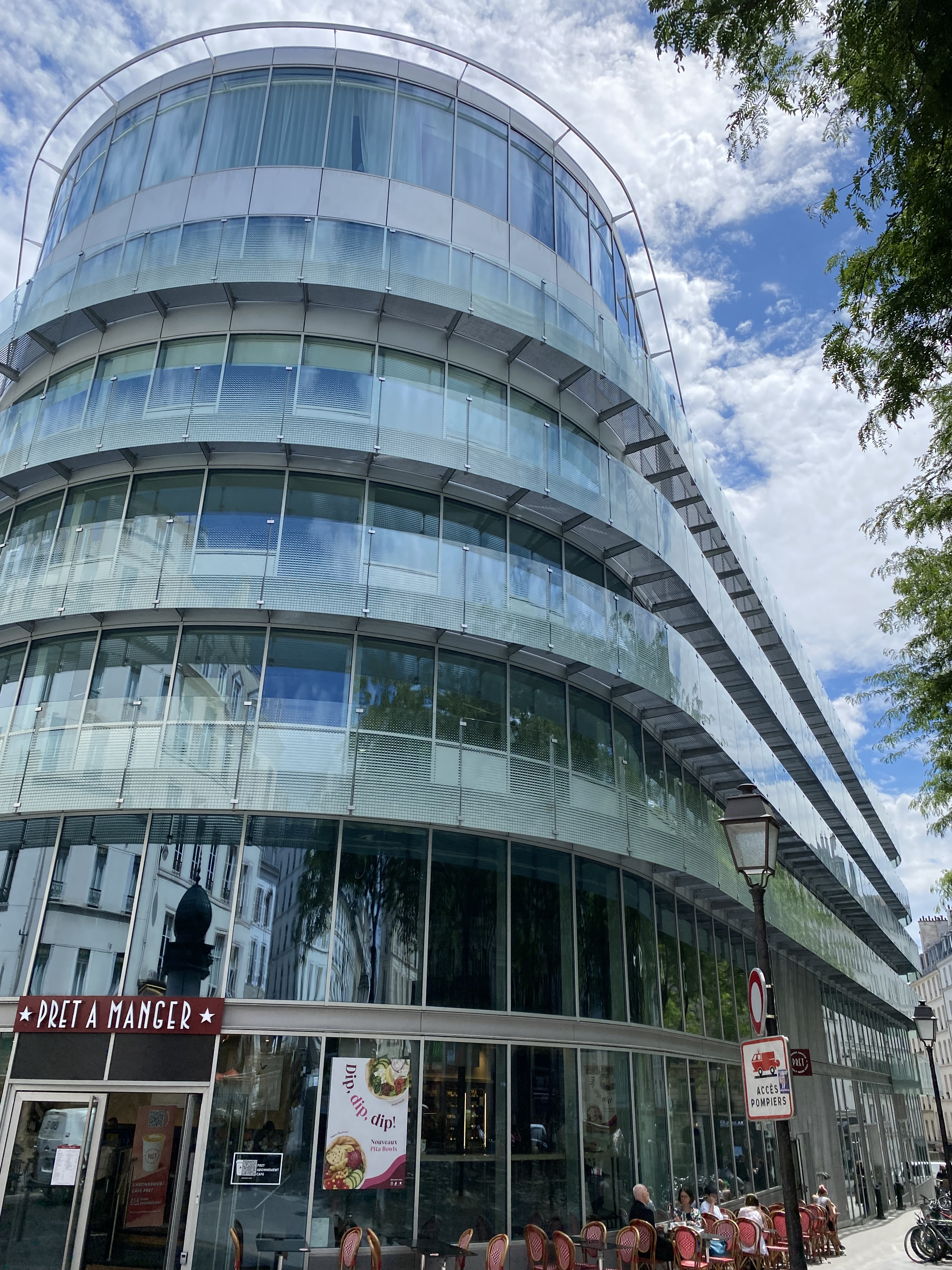
Oficines centrals de l'ACPR, situades des del 2018 a la place de Budapest de París

L'Autoritat Francesa de Supervisió Prudencial i de Resolució (en francès: Autorité de contrôle prudentiel et de résolution, ACPR), abans coneguda com Autoritat de Supervisió Prudencial (en francès: Autorité de contrôle prudentiel, ACP), és una autoritat administrativa independent que exerceix la supervisió prudencial de les empreses financeres franceses regulades com ara bancs i companyies d'assegurances. Actua sota la supervisió del Banc de França.

## Rerefons

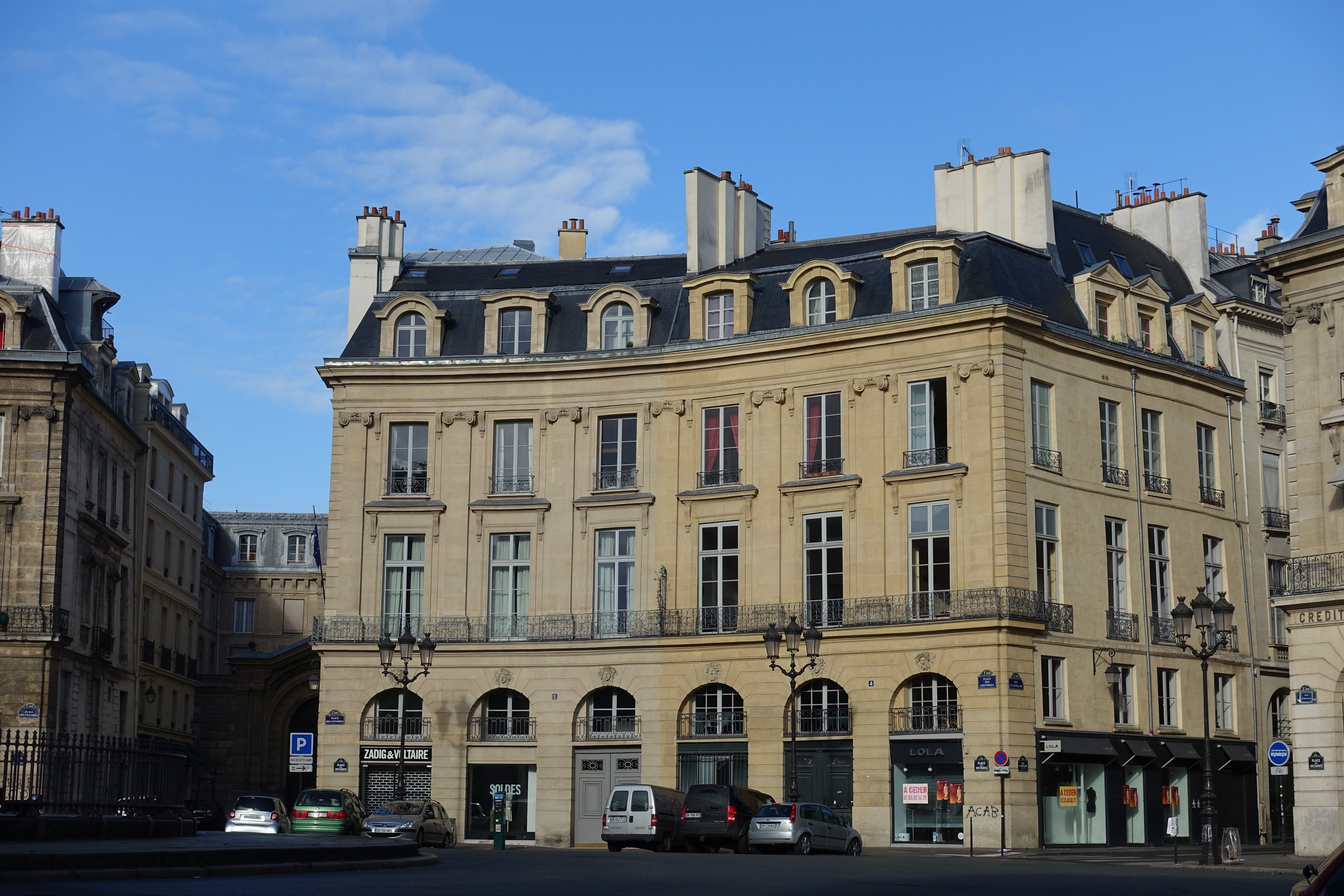
Número 4 de la place des Victoires de París (dreta), on es trobava la Commission de Contrôle des Banques als anys setanta; amb el Banc de França al fons.

Al llarg dels anys es van crear a França diverses autoritats de supervisió financera, com ara:
- la Comissió de Supervisió Bancària (en francès: Commission de contrôle des banques , CCB), establerta el 1941 i rebatejada el 1984 com a Comissió Bancària (en francès: Commission bancaire).
- La Comissió de Supervisió d'Assegurances (en francès: Commission de contrôle des assurances, CCA) i la Comissió de Supervisió de les Mútues i de les Assegurançes de Salut (en francès: Commission de contrôle des mutuelles et des institutions de prévoyance, CCMIP), es van fusionar l'any 2003 sota les sigles CCAMIP (en francès: Commission de contrôle des assurances, des mutuelles et des institutions de prévoyance) que l'any 2005 va passar a anomenar-se Autoritat de Supervisió d'Assegurances i Mútues (en francès: Autorité de contrôle des assurances et des mutuelles, ACAM).
- el Comitè de les Institucions de Crèdit i de les Empreses d'Inversions (francès: Comité des établissements de crédit et des entreprises d'investissement, CECEI) i el Comitè de les Companyies d'Assegurances (en francès: Comité des entreprises d'assurance, CEA), autoritats de llicències separades, respectivament, per a entitats de crèdit i proveïdors de serveis d'inversió i per a asseguradores.

## Història
El gener de 2010, l'ACP es va constituir per ordre executiva a través de la fusió de la Comissió Bancària, l'ACAM i el CECEI. Una nova ordre executiva el juliol de 2013 li va atorgar autoritat de resolució, en el context de la formació del Mecanisme Únic de Resolució europeu, i en conseqüència va canviar el seu nom d'ACP a ACPR.
El secretari general (en francès: secrétaire général) és el conseller delegat de l'ACPR. Els secretaris generals de l'ACP i després de l'ACPR han estat, per ordre cronològic:
- Danièle Nouy (març de 2010 - desembre de 2013), anteriorment secretària general de la Comissió Bancària des de 2003
- Edouard Fernandez-Bollo (gener de 2014 - setembre de 2019)
- Dominique Laboureix (octubre de 2019 - actualitat)

La primera avaluació dels riscos financers derivats del canvi climàtic va ser realitzada per l'ACPR, entre el juliol de 2020 i l'abril de 2021, i va incloure 22 organitzacions asseguradores i 9 grups bancaris.

## Operacions

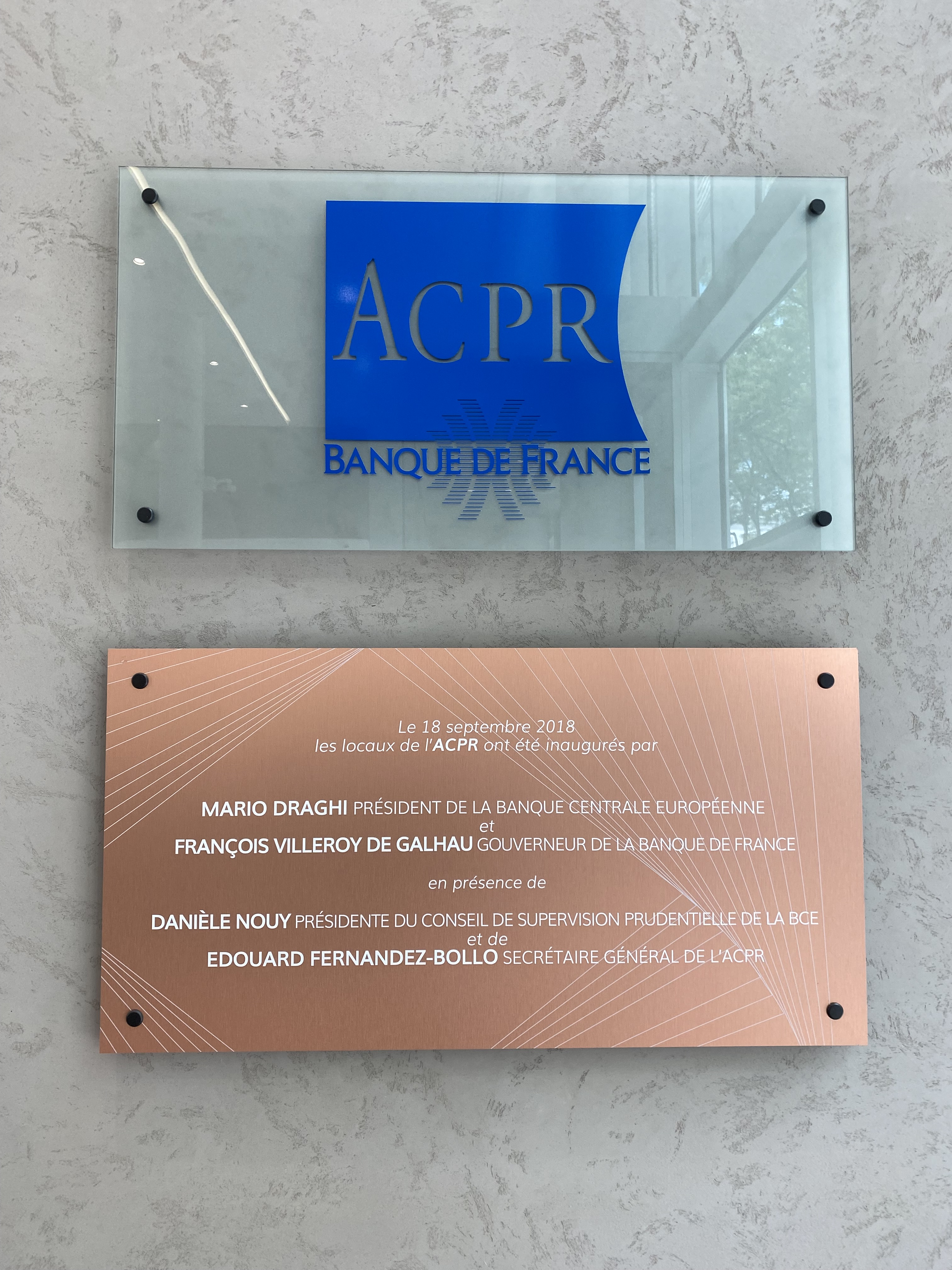
Una placa al lobby de l'ACPR que commemora la presència del president del Banc Central Europeu, Mario Draghi, i de la directora del Mecanisme Únic de Supervisió, Danièle Nouy, a l'acte inaugural de l'edifici, conjuntament amb el director i secretari general de l'ACPR.

L'ACPR és una autoritat administrativa independent adscrita al Banc de França, el president del qual també n'és cap. Les seves finalitats declarades inclouen la supervisió i control, la preservació de l'estabilitat del sistema financer i la protecció dels clients, partícips assegurats i beneficiaris que estan sotmesos al seu control. L'ACPR té competències de supervisió, poder d'imposar mesures administratives d'execució i facultats disciplinàries respecte a les entitats de la seva jurisdicció. També podrà fer pública la informació que consideri necessària per a l'exercici de les seves funcions.
Està format per tres òrgans de decisió diferents: el Col·legi Supervisor, el Col·legi de Resolució i el Comitè Sancionador, així com per òrgans consultius, com ara el Comitè d'Auditoria i el Comitè Consultiu Científic.
L'ACPR duu a terme consultes públiques puntuals sobre temes diversos. El 2013, per exemple, va redactar la normativa de crowdfunding després d'una consulta pública al costat de l'<i>Autorité des marchés financiers</i> i del Ministeri d'Economia i Finances francès.ç